# Bitburg
Bitburg (in lingua francese: Bitbourg; in lussemburghese: Béibreg) è una città di 12.772 abitanti della Renania-Palatinato, in Germania, situata a 33 km ad est del confine con il Lussemburgo.

È il capoluogo, e il centro maggiore, del circondario (Landkreis) Eifelkreis Bitburg-Prüm (targa BIT). Ha dato il nome all'omonima birra, qui prodotta.

## Economia

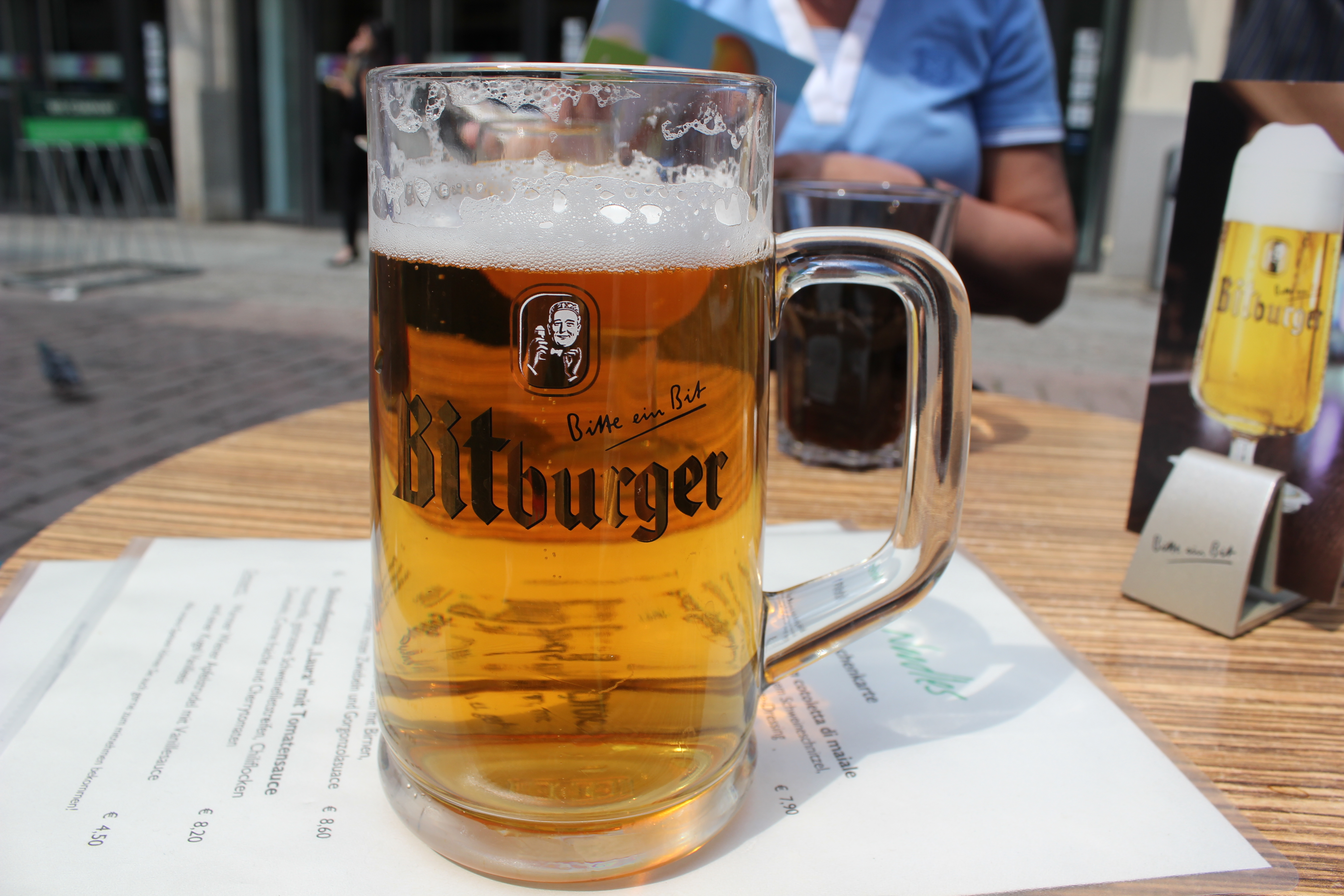
Bitburger Pilsener

Bitburg è nota nel mondo per il birrificio Bitburger, che è anche un monumento cittadino. Produce una birra di tipo Pilsener che nel 2008 era la terza birra per vendite in Germania e un volume venduto di 3.86 milioni di ettolitri. I prodotti vengono venduti in 70 paesi e in più di 50.000 locali e ristoranti. Le principali regioni d'esportazione sono l'Italia, gli Stati Uniti d'America, il Regno Unito e la Spagna.